# Megastigmus zvimendeli
Megastigmus zvimendeli is een vliesvleugelig insect uit de familie Torymidae. De wetenschappelijke naam is voor het eerst geldig gepubliceerd in 2010 door Doganlar & Hassan.